# Лалич, Джанья
Джа́нья Ла́лич (англ. Janja Lalich; род. в 1945 году) — американский социолог. Областью её научных исследований являются: насилие в личных отношениях, власть в группах, деструктивные культы и экстремистские группы, торговля людьми, терроризм.

## Биография
В 2000 году получила в Fielding Graduate University учёную степень доктора философии по человеческим и организационным системам.
Профессор кафедры социологии Университета штата Калифорния в Чико.

## Научные труды

### Монографии
- Lalich J. Bounded Choice: True Believers and Charismatic Cults[англ.]. — University of California Press, 2004. — 353 p. — ISBN 978-0-520-24018-6.
- Lalich J., Singer M. T. Cults in Our Midst: The Hidden Menace in Our Everyday Lives[англ.]. — Jossey-Bass, 1995. — 373 p. — ISBN 0-7879-0051-6.
- Lalich J., Singer M. T. «Crazy» Therapies: What Are They? Do They Work?[англ.]. — Jossey-Bass, 1996. — 263 p. — ISBN 0-7879-0278-0.
- Lalich J., Langone M. D., Tobias M. Captive Hearts, Captive Minds: Freedom and Recovery from Cults and Abusive Relationships[англ.]. — 1994. — ISBN 0-89793-145-9. (позднее переработано и издано под названием Take Back Your Life: Recovering from Cults and Abusive Relationships)

### Статьи
- Lalich J. Women Under the Influence: A Study of Women’s Lives in Totalist Groups // Cultic Studies Journal. — 1997. — Vol. 14, № 1.